# Керований код
Керо́ваний код (англ. managed code) — термін, запропонований корпорацією Майкрософт для позначення початкового коду комп'ютерної програми, що потребує та виконується виключно віртуальною машиною Common Language Runtime, наприклад .NET, такою як .NET Framework або Mono. При цьому звичайний машинний код називається некерованим кодом (англ. unmanaged code).
Слово керований тут належить до способу обміну даними між програмою і виконавчим середовищем. Воно означає, що в будь-якій точці виконання, виконавче середовище може припинити виконання й отримати дані, специфічні для поточного стану.
Необхідні для цього дані надані в керованому коді у мові Intermediate Language та в пов'язаних з цим кодом метаданих.